# Ільчук Марія Броніславівна
Марія Броніславівна Ільчук (нар. 1947) — українська радянська діячка, заточувальниця Хмельницького заводу тракторних агрегатів. Депутат Верховної Ради УРСР 9—10-го скликань.

## Біографія
Освіта середня. У 1967 році закінчила технічне училище.
З 1967 року — учениця-монтажниця, шліфувальниця Хмельницького заводу тракторних агрегатів.
З 1974 року — заточувальниця Хмельницького заводу тракторних агрегатів. Обиралася секретарем комсомольської організації автоматного цеху заводу.
Член КПРС з 1976 року.
Потім — на пенсії в місті Хмельницькому.

## Нагороди
- орден «Знак Пошани» (1973)
- ордени
- медалі
- звання «Ударник дев'ятої п'ятирічки»